# Pilote
Pilote era una revista de còmic francesa publicada de 1959 a 1989. Hi encabia els principals talents del còmic francès i belga, introduint sèries importants com Astèrix, Barbe-Rouge, El tinent Blueberry, Aquil·les Taló, i Valérian et Laureline. Molts guionistes com René Goscinny, Jean-Michel Charlier, Greg, Pierre Christin i Jacques Lob foren presentats a la revista, així com els dibuixants Jijé, Morris, Albert Uderzo, Jean (Mœbius) Giraud, Enki Bilal, Jean-Claude Mézières, Jacques Tardi, Philippe Druillet, Marcel Gotlib, Alexis, i Annie Goetzinger.
Pilote també publicà diversos autors estrangers com Hugo Pratt, Franc Bellamy i Robert Crumb.

## Història
Després de la publicació d'un número 0 el dia 1 de juny, Pilote va fer el seu debut oficial el 29 d'octubre de 1959. La revista va començar amb guionistes amb experiència com Goscinny i Charlier, i artistes com Albert Uderzo i Jean Hébrard. Anteriorment aquest equip ja havia treballat junt en altres projectes, creant Le Supplément Illustré, un suplement de còmic per a diaris, i proporcionant també historietes per Radio-Télé, una revista publicada per Radio-Luxemburg. Pilote era comercialitzada per Radio-Luxemburg, i hi apareixien editorials escrites per personalitats radiofòniques populars del moment. Les 300.000 còpies del primer número es van exhaurir en un dia.
Charlier i Goscinny s'encarregaven de la majoria de guions inicials. Tot i que Charlier va destacar amb dues sèries molt populars, Tanguy et Laverdure amb Albert Uderzo i Barbe-Rouge amb Victor Hubinon, foren Goscinny i Uderzo amb Astèrix el gal qui obtengueren major ressò de la revista.

## Dificultats
Els problemes financers van sorgir als anys 60, però va ser resolt quan la revista va ser comprada per l'editorial Dargaud. Dargaud va expandir la revista amb diverses sèries noves, incloent Blueberry de Charlier i Giraud i Achille Tallon de Greg el 1963. El 1967 debutà la popular sèrie de ciència-ficció Valérian et Laureline i el 1968 el còmic de l'Oest Lucky Luke (per Morris) va ser transferit de la revista Spirou a Pilote. Altres aparicions destacables extretes de la revista Britànica Eagle foren Fraser l'Africain (Fraser l'Àfricà) i Winston Churchill per Frank Bellamy.
Als anys 70 s'intentaren actualitzar els continguts de la revista per atreure a un públic més adult, però molts artistes com Druillet i Giraud sentiren que Pilote ja no era el vehicle apropiat per les seves aspiracions i la deixaren per crear revistes noves com Métal Hurlant (L'original francès que va inspirar Heavy Metal). En part com a resultat, Dargaud va reduir la freqüència de publicació de Pilote, de setmanal a mensual el 1974, i René Goscinny va ser substituït d'editor en cap. En aquest moment, una generació nova d'artistes va començar a publicar a Pilote, (Caza, Lauzier, i F'Murr). Els seus còmics van reflectir de nou, l'objectiu d'arribar a un públic adult.
Les vendes inicialment milloraren però al llarg dels anys vuitanta baixà en relació al declivi d'interès en el medi. Pilote va ser fusionat amb la revista de còmics Charlie Mensuel el 1986 i continuà com Pilote et Charlie fins al 1988, quan el nom original, Pilote, va ser recuperat. Tanmateix, les vendes baixaren tant que Dargaud va decidir suspendre la publicació després del número de dia 1 d'octubre de 1989.
Després de 1989, no hi ha hagut cap publicació regular de la revista, tot i que el nom ha estat utilitzat per publicar alguns toms especials.

## Sèries i autors principals
Sèries i autors principals de la revista Pilote.
- Alexis: Timoléon et Stanislas (1969–1973), Al Crane (1976–1977)
- Philippe Bertrand: Linda aime l'art (1983–1989)
- Enki Bilal: Légendes d'Aujourd'hui (1976–1982), La foire aux immortels (1980)
- Michel Blanc-Dumont: Jonathan Cartland (1974–1988)
- Claire Bretécher: Cellulite (1969–1977)
- Cabu: Grand Duduche (1963–1982)
- Caza: Scènes de la vie de banlieue (1975–1979)
- Delinx: Buck Gallo (1963–1969)
- Jean-Michel Charlier: Blueberry (1963–1973), Barbe-Rouge (1959–1969), Tanguy et Laverdure (1959–1970)
- Pierre Christin: Valérian i Laureline (1967–1985), Légendes d'Aujourd'hui (1976–1982)
- Philippe Druillet: Lone Sloane (1970–1974)
- F Sócurr: Le Génie des alpages (1973–1989)
- Fred: Philémon (1965–1986)
- Jean Giraud: Blueberry (1963–1973)
- Cristià Godard: Norbert et Kari (1963–1970), Vagabond des limbes (1978–1987)
- René Goscinny: Astèrix (1959–1973), Lucky Luke (1967–1973), Iznogoud (1968–1977), Petit Nicolas (1959–1965)
- Marcel Gotlib: Dingodossiers (1965–1967), Rubrique-à-Brac (1968–1973)
- Greg: Achille Talon (1963–1981)
- Laurence Harlé: Jonathan Cartland (1974–1988)
- Victor Hubinon: Barbe-Rouge (1959–1969)
- Jijé: Tanguy et Laverdure (1966–1970)
- Claude Lacroix: Homme au chapeau mou (1977–1983)
- Lauzier: Tranche de Vie (1970–1978), Al Grua (1976–1977)
- Jacques Lob: Submerman (1967–1970)
- Nikita Mandryka: Concombre masqué (1971–1981), Clopinettes (1970–1973)
- Martial: Tony Laflamme (1963–1971)
- Jean-Claude Mézières: Valérian i Laureline (1967–1985)
- Morris: Lucky Luke (1967–1973)
- Antonio Hernandez Palacios: Mac Coy (1974–1989)
- Julio Ribera: Vagabond des limbes (1978–1987), Dracurella (1973–1982)
- Jean Tabary: Iznogoud (1968–1977), Valentin le vagabond (1962–1974)
- François Thomas: Stan Caïman (1982–1989)
- Albert Uderzo: Astèrix (1959–1973), Tanguy et Laverdure (1959–1967)